# Bio Miracle Bokutte Upa
Bio Miracle Bokutte Upa (バイオミラクル　ぼくってウパ Baio Mirakuru Bokutte Upa?, lit. "Bio Miracle—Soy Upa") es un videojuego de Konami que fue publicado originalmente de forma exclusiva en Japón en 1988 para la Family Computer Disk System. Más tarde fue lanzado como cartucho en 1993 para la Family Computer.
Aunque realmente estaba programado el lanzamiento del título en Norteamérica en 1989, Howard Lincoln de Nintendo lo rechazó, diciendo que no era lo suficientemente bueno para el mercado americano.[cita requerida] El 9 de junio de 2008 fue finalmente lanzado en Norteamérica para el servicio de Consola Virtual de Wii, luego fue lanzada en Japón para la de 3DS en 19 de febrero de 2014 y para la de Wii U en 15 de julio de 2015. Previamente se había publicado para teléfonos móviles.

## Apariciones y Cameos
- Wai Wai World 2: SOS!! Parsley Jō (1991) (Famicom):
?

- Gokujō Parodius! -Kako no Eikō o Motomete- (1994) (Solo en Super Famicom):
?

- Jikkyou Oshaberi Parodius (1995) (Super Famicom, Sega Saturn, PlayStation, PlayStation Portable):
?

- Pop'n Music 9 (2002, Arcade; 2004, PlayStation 2):
?

- Pop'n Music 13 (2005, Arcade):
?

- Konami Wai Wai World (2006) (solo en teléfonos móviles):
?

- Pop'n Music 17 (2009, Arcade):
?

- La serie Jikkyō Powerful Pro Yakyū:
?

- Super Bomberman R (2018) (Nintendo Switch):
?

- Pixel Puzzle Collection (2018) (iOS):
?